# Посольство Марокко в Україні
Посольство Марокко в Україні — офіційне дипломатичне представництво Королівства Марокко в Україні, відповідає за підтримку та розвиток відносин між Марокко та Україною.

## Історія посольства
Королівство Марокко однією з перших держав арабського світу визнало державну незалежність України (30 грудня 1991 р.).
22 червня 1992 р. у Нью-Йорку був підписаний Протокол про встановлення між Україною і Марокко дипломатичних відносин.
Посольство Марокко у Києві розпочало свою діяльність у липні 2000 р. Робота Посольства України в Рабаті започаткована у жовтні 2000 р.

## Посли Марокко в Україні
1. Ахмед Бурзаім (Ahmed Burzaim) (1998—2000), з резиденцією в Москві.
2. Мохамед Азхар (Mohamed Azhar) (2000—2005), з резиденцією в Києві.
3. Абдельжаліль Саубрі (Abdeljalil Saubri) (2005—2013)
4. Міна Тунсі (Mme Mina Tounssi)[1] (2013—2018)[2]
5. Фауз Ель Ашабі (Mme Faouz El Achabi) (2018-)[3]

## Почесне консульство Королівства Марокко в Україні
03150, м. Київ, вул. Велика Васильківська, 62

Почесний Консул — Володимир Олексійович Безпалий